# 杏花街道
杏花街道，是中华人民共和国黑龙江省鸡西市城子河区下辖的一个乡镇级行政单位。

## 行政区划
杏花街道下辖以下地区：
东采社区和西采社区。